# Sambungrejo (Modo)
Sambungrejo is een bestuurslaag in het regentschap Lamongan van de provincie Oost-Java, Indonesië. Sambungrejo telt 1109 inwoners (volkstelling 2010).